# Afer de les bombes
L'Afer de les bombes (en luxemburguès: Affär Bommeleeër; en francès: Affaire des poseurs de bombe) és el nom donat a una sèrie d'atacs realitzats amb bombes contra la infraestructura d'instal·lacions i edificis públics al Gran Ducat de Luxemburg entre maig de 1984 i abril de 1986. La identitat dels perpetradors i els motius no són coneguts, tanmateix, la població va desenvolupar diverses teories de conspiració. Molts creuen que membres del Govern luxemburguès o també la família Gran Ducal, així com el Servei de Seguretat de l'Estat, van estar involucrats en els atacs.

## Esdeveniments
Els autors van portar a terme robatoris de detonadors i explosius de les pedreres luxemburgueses. Van utilitzar els materials robats per fer esclatar les torres d'electricitat de la companyia elèctrica Cegedel. A Cegedel havien rebut diverses cartes de rescat, la companyia va contactar amb la policia i va decidir de no pagar. Més tard, quan la companyia havia arribat a la conclusió que devia pagar, els autors es van negar a la transferència de diners, afirmant que ells sabien de l'interès que ja tenia la policia als atacs. Les torres d'energia Cegedel van continuar sent el blanc dels atacs posteriors. Tanmateix, els autors es van diversificar per incloure la seu de la Gendarmeria Gran Ducal i el Palau de Justícia. Un incident particularment significatiu va succeir durant una reunió del Consell Europeu al barri de Kirchberg de la ciutat de Luxemburg, l'incident en qüestió va implicar un petit artefacte explosiu que va ser llançat d'un cotxe en moviment. Després d'altres dos atacs, un a l'apartament d'un notari (amb cotxe-bomba) i un altre a l'apartament d'un comandant retirat de la Gendarmeria, els atacs van cessar.
Ningú no va ser assassinat als 18 atacs que es van realitzar, tanmateix, un jove soldat va morir per un accident de trànsit durant el servei en la vigilància de l'aeroport de Luxemburg. Els autors també van establir una trampa explosiva en un bosc, que va ser descoberta abans que pogués ser usada, aquest atac va poder haver estat suposadament amb la mort de moltes persones. D'altra banda un enginyer va resultar ferit a la mà, quan va recollir una llanterna que havia estat equipada amb un detonador. Diverses persones van resultar ferides quan una torre d'electricitat va caure sobre una carretera, el que va causar una col·lisió al tràfic, encara que ningú no va resultar greument ferit. S'entén que els autors volien evitar pèrdues de vides humanes, en una sèrie d'incidents que a més a més va resultar que ningú no va resultar ferit greu.

## Cronologia dels atacs[4]
- 30 de maig 1984: Cegedel Torre de conducció elèctrica - Beidweiler
- 2 de juny 1984: Cegedel Torre de conducció elèctrica - Beidweiler
- 12 d'abril 1985 - Casa - Bourscheid -No hi ha relació clara amb els altres atacs-
- 27 d'abril 1985 Cegedel Torre de conducció elèctrica - Stafelter
- 7 de maig 1985: Cegedel Torre de conducció elèctrica - Schléiwenhaff
- 27 de maig 1985: Caserna de la Gendarmeria - Verluerekascht, Ciutat de Luxemburg
- 29 de maig 1985: Cegedel Torre de conducció elèctrica - Itzig
- 23 de juny 1985: la fàbrica de gas a Hollerich, Ciutat de Luxemburg
- 5 de juliol 1985: Trampa explosiva - Blaschette
- 5 de juliol 1985: Casemates - Ciutat de Luxemburg
- 26 de juliol 1985: Luxemburger Wort - Gasperich, Ciutat de Luxemburg
- 29 d'agost 1985: Oficina de la Policia - Glacis, Ciutat de Luxemburg
- 29 d'agost 1985: Ponts i Chausées - Glacis, Ciutat de Luxemburg
- 30 de setembre 1985: Piscine Olympique - Kirchberg, Ciutat de Luxemburg
- 20 d'octubre 1985: Palau de Justícia - Ciutat de Luxemburg
- 9 de novembre 1985: Aeroport de Luxemburg
- 30 de novembre 1985: Cegedel Torre de conducció elèctrica - Grünewald
- 2 de desembre de 1985 Reunió Consell Europeu - Kirchberg, Ciutat de Luxemburg
- 17 de febrer 1986: Apartament notari Hellinckx - Cents, Ciutat de Luxemburg
- 25 de març 1986: Apartament coronel Wagner - Belair, Ciutat de Luxemburg